# Estrígil

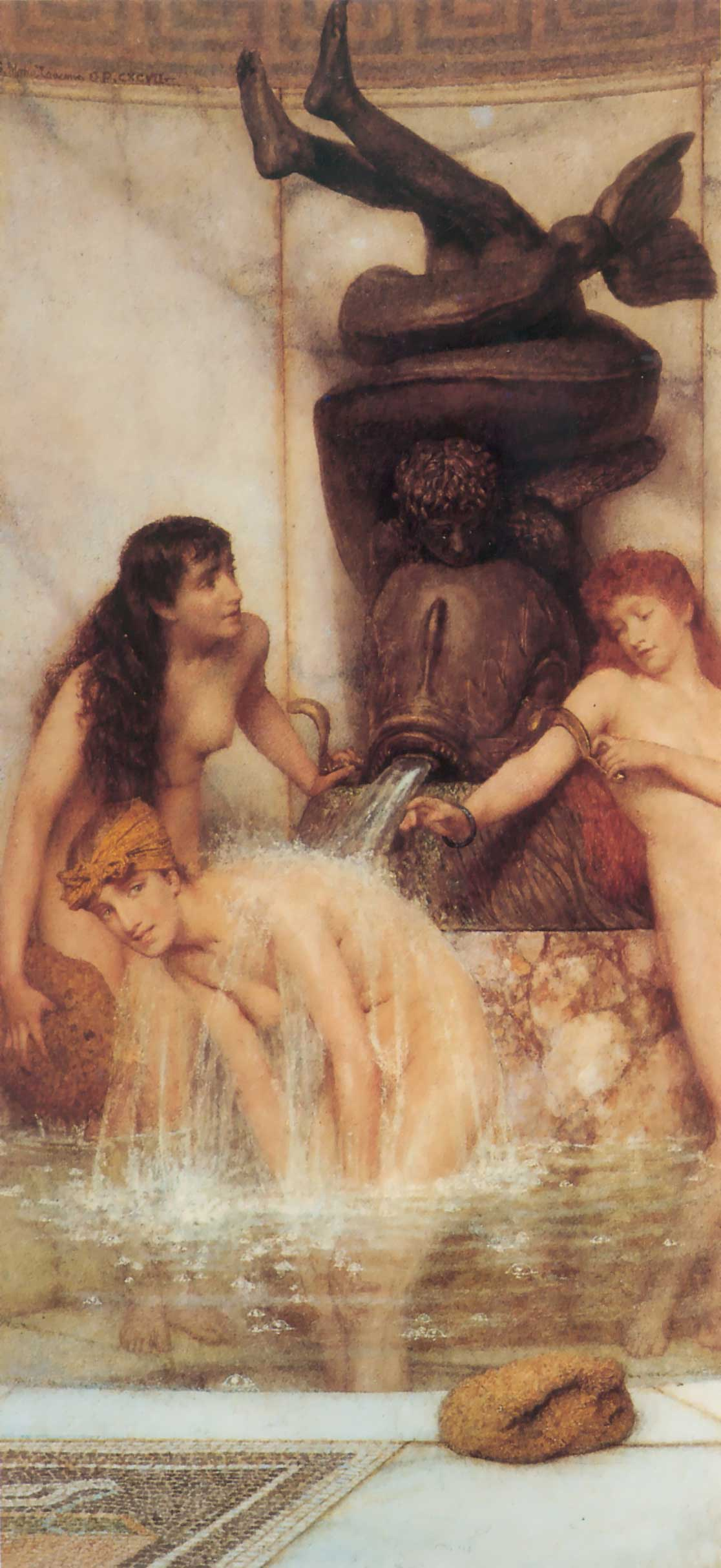
Estrígils i esponges (1879) Sir Lawrence Alma-Tadema.

Un estrígil, una estlèngida o una xistra (del grec ξύστρα o στλεγγίς i el llatí strigilis) és un rascador de metall llarg i fi que en la cultura grecoromana es feia servir per netejar-se el cos d'oli.
Va ser utilitzat primer pels etruscs després dels seus combats i posteriorment pels romans, com a forma de rentar-se a les termes.
Fins a l'època imperial es desconeixia el sabó i el seu ús mai no va estar molt difós entre els romans que s'untaven el cos amb oli i després el retiraven amb l'estrígil.
En la cultura grega era tradició que els atletes sortissin a la sorra tots coberts per olis que, al final de la competició, es retiraven cerimoniosament juntament amb la pols i la brutícia del cos. Aquest ritual és el que va plasmar Lisip en el seu Apoxiomen.
No obstant això, algunes fonts clàssiques indiquen que l'estrígil també podia ser usat abans del bany i en absència d'aplicació d'olis prèvia per afavorir la transpiració i retirar les capes de pell morta. Així ho indica Aristòtil, i davant el grau d'abrasió del mètode, Hipòcrates recomana emprar l'esponja en el seu lloc, especialment en el cas de malaltia cutània aguda.

## Sarcòfags
Es diu sarcòfag amb estrígils quan està tallat amb solcs paral·lels en forma de S que recorden a les marques deixades per aquests. Servia amb freqüència com a motiu decoratiu de sarcòfags romans i paleocristians.

## Referències

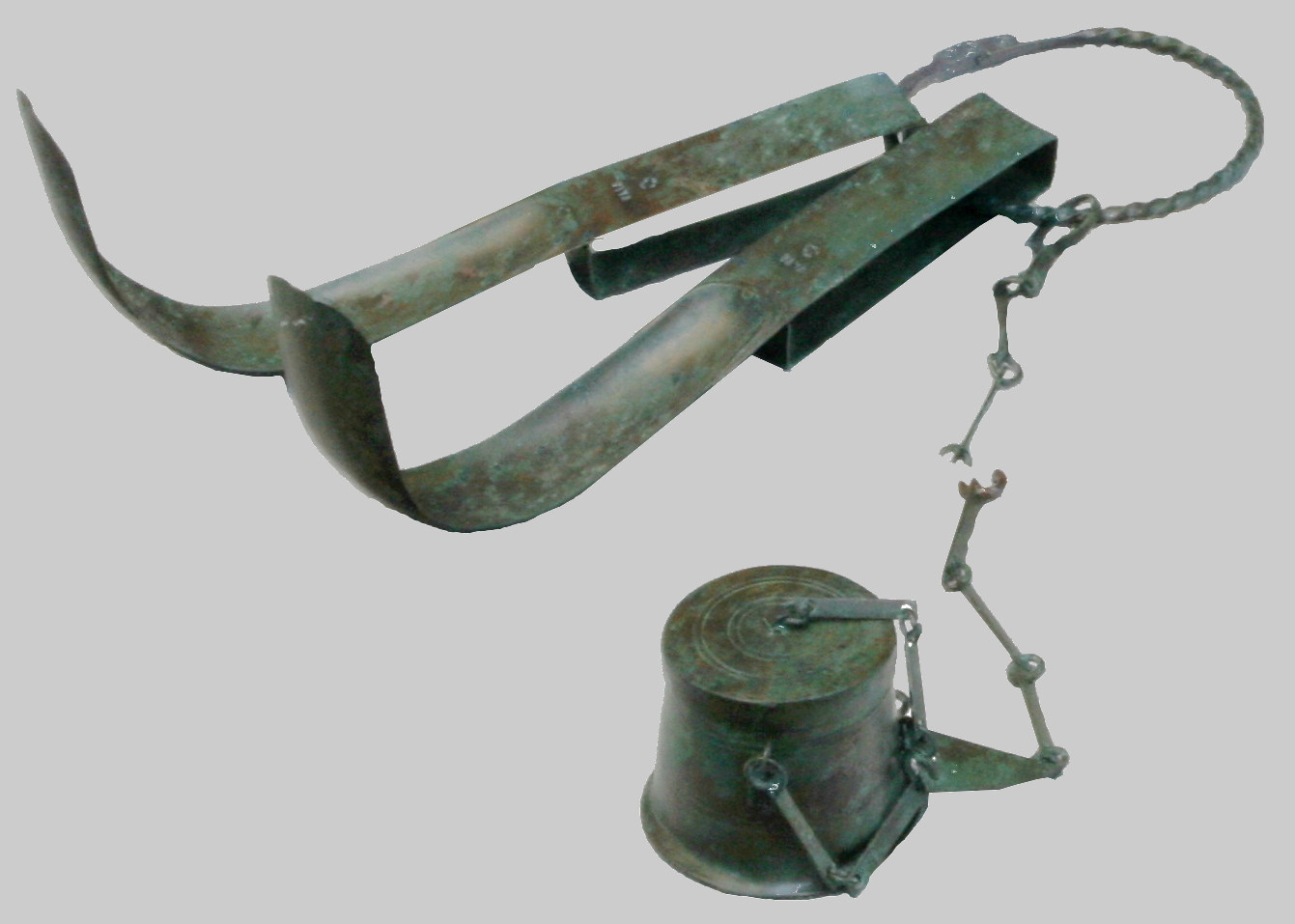
Estrígils romans del segle I aC.
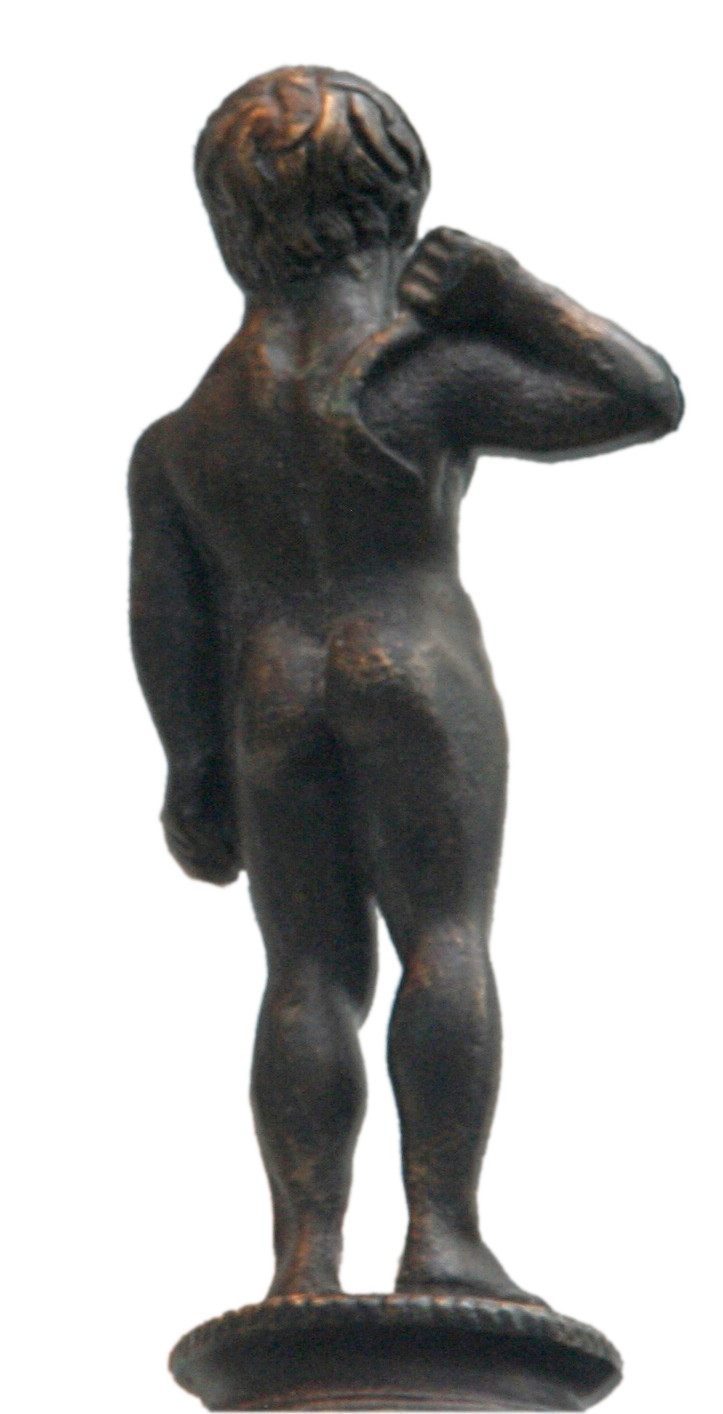
Un atleta rentant-se l'esquena.
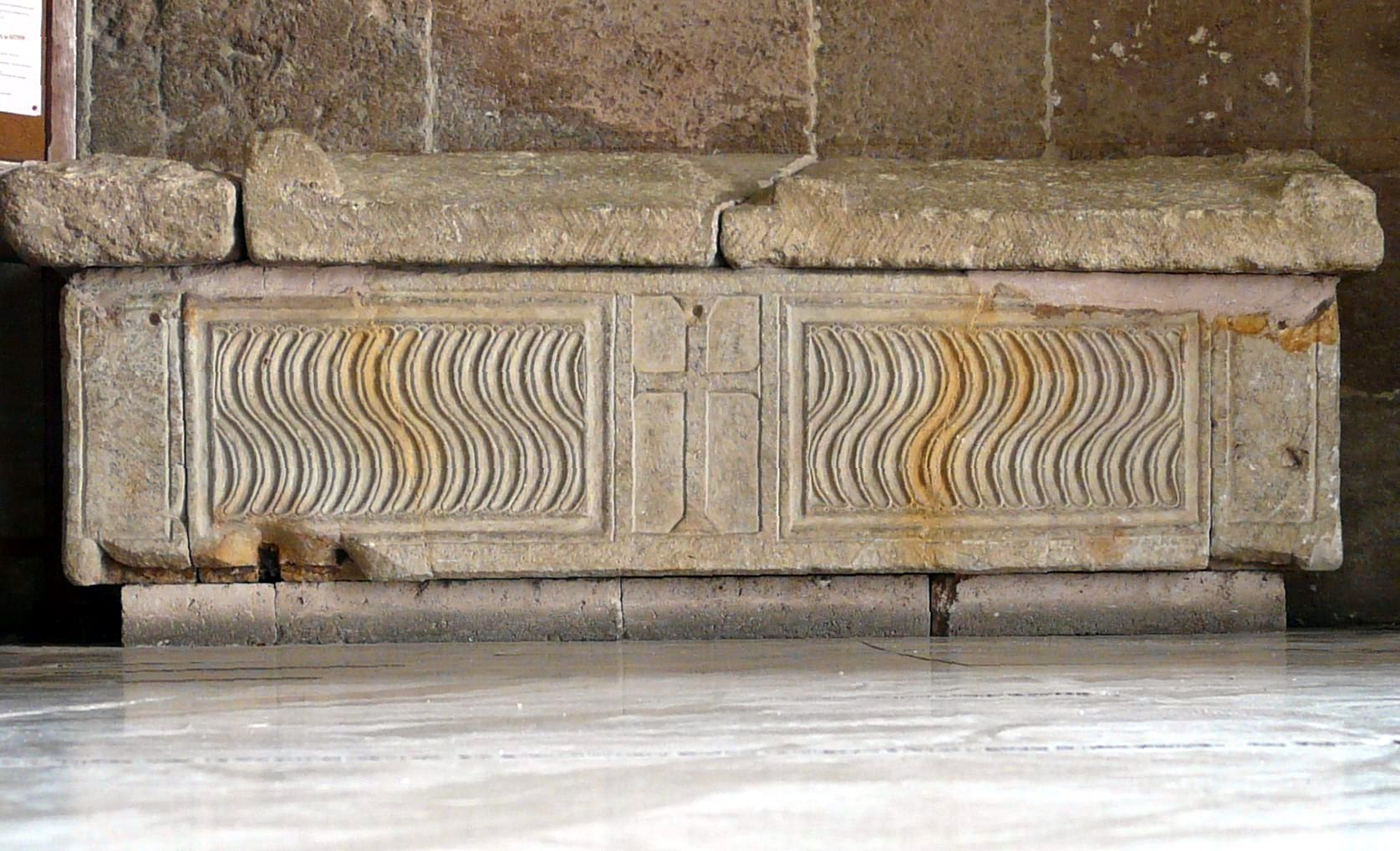
Sarcòfag amb estrígils de l'Abadia de Sant Víctor de Marsella